# كارينا ويثوفت
كارينا ويثوفت (بالألمانية: Carina Witthöft) مواليد 16 فبراير 1995 في ألمانيا، هي لاعبة كرة مضرب ألمانية تلعب باليد اليمنى وتحتل حالياً المرتبة رقم. 76 (8 فبراير 2016) في تصنيف رابطة محترفات كرة المضرب. أعلى تصنيف لها في الفردي كان المركز الـ 49 في سنة 2015.

## الخط الزمني للأداء
مفتاح
| ف | ن | ن.ن | ر.ن | د# | د.م | ل | أ.أ | ت | غ | ب | ف | ذ | م.خ | ل.ت |

(ف) فاز بالبطولة (ن) وصل النهائي (ن.ن) نصف النهائي (ر.ن) ربع النهائي (د#) الأدوار الأربعة الأولى (د.م) دور المجموعات (ل) شارك في كأس ديفيز (أ.أ) خرج من الأدوار الاولى (ت) خسر التصفيات التأهيلية (غ) غاب عن الحدث أو البطولة (ب) حصل على ميدالية برونزية (ف) حصل على ميدالية فضية (ذ) حصل على ميدالية ذهبية (م.خ) بطولة الماسترز خُفضت إلى مرتبة أقل (ل.ت) البطولة لم تعقد في السنة المعينة.
لتجنب الارتباك وازدواجية الحساب، يتم تحديث هذه المعلومات إما في نهاية البطولة، أو عندما تكون مشاركة اللاعب في البطولة قد انتهت.

### الفردي
| دورات الجراند سلام            |      |      |      |      |     |
| الدورة                        | 2013 | 2014 | 2015 | 2016 | ف-خ |
| بطولة أستراليا المفتوحة للتنس |      | د1   | د3   | د1   | 2–3 |
| دورة رولان غاروس الدولية      | ت    | ت    | د2   |      | 1–1 |
| بطولة ويمبلدون                | د1   | ت    | د1   |      | 0–2 |
| أمريكا المفتوحة               | ت    | ت    | د1   |      | 0–1 |
| فوز-خسارة                     | 0–1  | 0–1  | 3–4  | 0–1  | 3–7 |

## روابط خارجية
- كارينا ويثوفت على موقع رابطة محترفات التنس (الإنجليزية)
- كارينا ويثوفت على موقع الاتحاد الدولي لكرة المضرب (الإنجليزية)
- كارينا ويثوفت على موقع كأس بيلي جين كينغ (الإنجليزية)
- كارينا ويثوفت على موقع خلاصة التنس.كوم (الإنجليزية)
- كارينا ويثوفت على موقع اللجنة الأولمبية الألمانية (الألمانية)